# Hứa Văn Huy
Hứa Văn Huy (sinh ngày 18 tháng 09 năm 1995) là một vận động viên Taekwondo Việt Nam. Anh là thành viên đội tuyển Taekwondo Việt Nam

## Tiểu sử
Hứa Văn Huy (Hứa Huy) sinh ngày 18 tháng 09 năm 1995 tại huyện Chợ Mới, tỉnh An Giang. Anh lớn lên tại vùng nông thôn nghèo thuộc xã Kiến An, vùng đất quanh năm với ruộng đồng. Sống thiếu thốn trong hoàn cảnh khó khăn của gia đình từ nhỏ, nên bản thân anh luôn có trách nhiệm với gia đình. Hằng ngày, học một buổi, buổi còn lại anh tranh thủ thời gian để ra đồng phụ giúp ba mẹ cuốc đất, gánh nước tưới rau, thu hoạch vụ mùa suốt những năm tháng THCS và THPT. Bản thân anh chia sẻ:" Tôi biết công việc đó vất vả và mệt mỏi, nhưng nó chẳng là gì đối với công sức ba mẹ nuôi nấng anh em tôi ăn học suốt tuổi thơ, càng làm tôi càng thấy trân trọng những gì anh em tôi đang có và biết ơn những gì ba mẹ tôi đánh đổi để có được cuộc sống tốt hơn cho anh em tôi bây giờ".

### Cơ duyên với Taekwondo
Năm 2008, anh được bạn bè rủ đi tập võ. Dù vẫn chưa biết môn võ mà mình tập là gì, nhưng với lòng đam mê võ thuật từ nhỏ, từ những bộ phim trên màn ảnh, băng đĩa, tranh ảnh...đã thoi thúc anh đồng ý ngay và đến với lớp tập.
Huấn luyện viên ban đầu của anh là cô Nguyễn Phương Thuý, nhìn thấy lòng đam mê, tinh thần kiên trì tập luyện của anh sau mỗi buổi tập, dù bạn bè đã về nhưng anh vẫn nán lại cùng tập thêm với các anh lớn trong lớp. Sau 6 tháng, anh được vào đội năng khiếu của CLB và có những thành tích đầu tiên tại các giải đấu dành cho học sinh cấp huyện, tỉnh, đại hội tỉnh An Giang.
Từ 2010 - 2012, anh liên tục giành HCV tại các nội dung đối kháng cá nhân, đồng đội tại các giải đấu trong tỉnh dưới sự dẫn dắt của HLV Trần Phi Vũ, người đặt nền móng cho tinh thần khó khăn không ngại và ý chí quyết tâm đến cùng trong thi đấu.

### Bước ngoặc chuyển hướng sang nội dung Quyền Biểu Diễn
Năm 2012, anh may mắn được Trưởng bộ môn Taekwondo An Giang - HLV Nguyễn Bích Thuỷ chọn thi đấu cho giải Vô địch Taekwondo học sinh miền Nam ở nội dung quyền. Đây là giải đấu đầu tiên đánh dấu con đường chuyển sang nội dung quyền mà anh thi đấu suốt sự nghiệp VĐV của mình.
Tháng 12 cùng năm, anh cùng các đồng đội của mình là Nguyễn Thiên An, Võ Minh Huy đạt được chiếc HCB tại giải Vô địch quốc gia được tổ chức tại nhà thi đấu Phan Đình Phùng, Thành phố Hồ Chí Minh.
Năm 2013, anh được HLV Nguyễn Bích Thuỷ gửi lên cùng tập luyện với Đội quyền Taekwondo Việt Nam
Cậu nông dân đen nhẻm vì nắng và mưa ngày nào giờ chính thức trở thành VĐV theo con đường thi đấu chuyên nghiệp.

## Sự nghiệp
Giai đoạn 2012 - 2021, anh cùng VĐV Ngô Thị Thuỳ Dung thống trị nội dung quyền đôi nam nữ ở vị trí cao nhất tại các giải Vô địch trẻ quốc gia, Vô địch quốc gia, Cup các CLB quốc gia.
Năm 2015, tại giải Vô địch Taekwondo Đông Nam Á. Anh cùng các đồng đội của mình giành 2 HCB, 1 HCĐ. Đáng chú ý, thời điểm diễn ra thi đấu là thời điểm anh đang mắc bệnh thuỷ đậu. Dù sốt cao, trên người đầy những nốt bệnh, nhưng anh vẫn nỗ lực vượt qua và cùng đồng đội thi đấu.
Năm 2016, anh giành HCV tại giải Vô địch Taekwondo Châu Á được tổ chức tại Philippines. Tháng 10 cùng năm, anh tiếp tục giành HCB tại giải Vô địch thế giới tại Peru.
Năm 2017, anh cùng Nguyễn Thiên Phụng, Hồ Thanh Phong đạt HCĐ tại Đại hội thể thao sinh viên thế giới (FISU) tại Đài Loan. Đây được xem như Olympic của sinh viên với quy mô và độ chuyên nghiệp của giải đấu.
Cũng trong năm 2017, anh đạt HCV tại Hanmadang châu Á được tổ chức tại Cambodia.
Năm 2018, cùng với Châu Tuyết Vân, Nguyễn Thiên Phụng, Lê Thanh Trung và Nguyễn Thị Lệ Kim, anh và đồng đội của mình giành chiếc HCB tại giải Vô địch thế giới tại Đài Loan.
Năm 2019:
Tháng 5, 2019 anh đạt được 2 HCV giải Vô địch Đông Nam Á ở Philippines. Đáng nói, trước ngày thi đấu, anh bị bỏng nặng ở chân nhưng vẫn gạt qua đau đớn, quấn băng gạc vào vết thương đã mất lớp da bên ngoài chỉ thấy thị bên trong để thi đấu.
Tháng 6, 2019 Grand Prix lần đầu tiên tổ chức nội dung quyền diễn ra tại Roma, Italia. Hứa Văn Huy cùng các đồng đội của mình đã giành được tấm HCV đầu tiên và duy nhất của Việt Nam tại đấu trường này.
Tháng 8, 2019 anh giành HCV nội dung đồng đội quyền sáng tạo và HCB nội dung đôi sáng tạo cùng với Châu Tuyết Vân tại World Cup 2019 , Wuxi, Trung Quốc.
Tháng 9, 2019 Hứa Văn Huy và Châu Tuyết Vân giành huy chương bạc tại Đại hội Võ thuật thế giới Chungju 2019, Hàn Quốc.
Cuối tháng 12,2019 Trần Hồ Duy - Châu Tuyết Vân - Nguyễn Thị Lệ Kim - Hứa Văn Huy - Nguyễn Ngọc Minh Hy (quyền sáng tạo đồng đội kết hợp). Giành huy chương vàng tại Đại hội Thể thao Đông Nam Á 2019 (SEA Games 30).
Tham gia thực hiện bài quyền có 5 võ sỹ (3 nam gồm: Hứa Văn Huy, Nguyễn Ngọc Minh Hy và Trần Đăng Khoa; 2 nữ là Châu Tuyết Vân, Nguyễn Thị Lệ Kim). Với nhiều động tác kỹ thuật cao như đá xoay, bay người… đạt 7,799 điểm. Giành huy chương vàng tại Đại hội Thể thao Đông Nam Á 2021 (SEA Games 31).
Năm 2022, giải Vô địch Taekwondo Đông Nam Á được tổ chức tại Việt Nam. Anh cùng đồng đội của mình xuất sắc giành tấm HCV cho Taekwondo Việt Nam.
Theo quy định của Quyết định số 36/2009/QĐ-UBND của UBND tỉnh An Giang thưởng 300 triệu đồng cho VĐV Taekwondo Hứa Văn Huy.
Năm 2023, Hứa Văn Huy, Châu Tuyết Vân, Lê Ngọc Hân, Nguyễn Thị Y Bình và Trần Đăng Khoa thi đấu ở nội dung quyền đồng đội sáng tạo nam nữ tại giải Vô địch Taekwondo Mỹ mở rộng - US Open 2023 giành huy chương vàng.
Ngày 12 tháng 5 năm 2023 ở chung kết nội dung quyền sáng tạo đồng đội, Nguyễn Ngọc Minh Hy, Nguyễn Thị Mộng Quỳnh, Hứa Văn Huy, Châu Tuyết Vân, Trần Đăng Khoa đã giành huy chương vàng tại Đại hội Thể thao Đông Nam Á 2023, SEA Games 32 
Cuối tháng 7 năm 2023, anh giành Huy chương vàng nội dung freestyle tại Giải vô địch đồng đội biểu diễn Taekwondo thế giới lần I/2023 tổ chức tại Hàn Quốc.

## Thành tích nổi bật

### Thể thao
| Năm  | Giải đấu                         | Nơi diễn ra | Thành tích      | Nguồn |
| ---- | -------------------------------- | ----------- | --------------- | ----- |
| 2019 | Đại hội Thể thao Đông Nam Á 2019 | Philippines | Huy chương vàng | [ 7 ] |
| 2021 | Đại hội Thể thao Đông Nam Á 2021 | Việt Nam    | Huy chương vàng | [ 8 ] |
| 2023 | SEA Games 32                     | Campuchia   | Huy chương vàng | [ 6 ] |